# Toquí cuixagroc verd
El toquí cuixagroc verd (Atlapetes luteoviridis) és un ocell de la família dels passerèl·lids (Passerellidae).

## Hàbitat i distribució
És endèmic de Panamà. Habita el sotabosc de la selva pluvial, clars, zones de matoll, normalment a prop de l'aigua, a les muntanyes de l'oest del país.

## Taxonomia
Fins fa poc estava inclòs dins el gènere Pselliophorus (Pselliophorus luteoviridis) però estudis recents filogenètics (Klicka et al. 2014) mostren que Pselliophorus està inclòs dins d'Atlapetes.
El fet de ser un estudi recent, hi autoritats taxonòmiques que ja reconeixen aquest canvi i d'altres no encara.